# Нортел
„Нортел“ е бивша мултинационална компания за производство за телекомуникационно оборудване, с централа в гр. Мисисага, провинция Онтарио, Канада.
Създадена е в Канада. Работи в сферата на телекомуникациите и обслужването на телекомуникационни оператори, на средни и големи предприятия.
„Нортел“ е посочена в началото на 2007 г. от Gartner за най-напредналата технологически компания в сферата на унифицираната комуникация.